# Herresbach
Herresbach település Németországban, Rajna-vidék-Pfalz tartományban. Lakosainak száma 498 fő (2023. december 31.).

## Népesség
A település népességének változása:
| Lakosok száma | 383  | 502  | 494  | 502  | 500  | 498  |
|               | 1975 | 2017 | 2019 | 2021 | 2022 | 2023 |